# Großsteingrab Zittvitz
Das Großsteingrab Zittvitz war eine megalithische Grabanlage der jungsteinzeitlichen Trichterbecherkultur bei Zittvitz, einem Ortsteil von Bergen auf Rügen im Landkreis Vorpommern-Rügen (Mecklenburg-Vorpommern). Es wurde vermutlich im 19. Jahrhundert zerstört.

## Forschungsgeschichte
Die Existenz des Grabes wurde in den 1820er Jahren durch Friedrich von Hagenow erfasst und seine Lage auf der 1829 erschienenen Special Charte der Insel Rügen vermerkt. Von Hagenows handschriftliche Notizen, die den Gesamtbestand der Großsteingräber auf Rügen und in Neuvorpommern erfassen sollten, wurden 1904 von Rudolf Baier veröffentlicht. Die Anlage bei Zittvitz wurde dabei nur listenartig aufgenommen.

## Lage
Das Grab befand sich nach von Hagenows Karte westlich von Zittvitz.

## Beschreibung
Nach von Hagenows Liste handelte es sich um einen Großdolmen ohne steinerne Umfassung. Zur Ausrichtung und den Maßen liegen keine Angaben vor.